# Iakîmivka, Mala Vîska
Iakîmivka (în ucraineană Якимівка) este localitatea de reședință a comunei Iakîmivka din raionul Mala Vîska, regiunea Kirovohrad, Ucraina.

## Demografie
Componența lingvistică a localității Iakîmivka
     Ucraineană (96,41%)
     Rusă (3,27%)
     Alte limbi (0,33%)
Conform recensământului din 2001, majoritatea populației localității Iakîmivka era vorbitoare de ucraineană (96,41%), existând în minoritate și vorbitori de rusă (3,27%).